# Спорангија
Спорангија (мн., Спорангије ) (модерн Латин, фром Греек σπορος (спорос) 'спора' + αγγειον (ангеион) 'суд') је кућиште у коме се формирају споре. Може се састојати од једне ћелије или може бити вишећелијска. Све биљке, гљиве и многе друге лозе формирају спорангије у неком тренутку свог животног циклуса. Спорангије могу да производе споре митозом, али у скоро свим копненим биљкама и многим гљивама спорангије су место мејозе и производе генетски различите хаплоидне споре.

## Гљиве
У неким врстама гљивица, спорангијум игра улогу у несполној репродукцији, а може имати индиректну улогу у сексуалној репродукцији . Спорангијум се формира на спорангиофору (код гљивица специјализована хифа која носи спорангије) и садржи хаплоидна језгра и цитоплазму. Споре настају у спорангиофору затварањем сваког хаплоидног језгра и цитоплазме у жилаву спољну мембрану . Током несполног размножавања, ове споре се шире ветром и клијају у хаплоидне хифе.
Иако се полно размножавање код гљивица разликује од врсте, за неке гљивице спорангијум игра индиректну улогу у полној репродукцији. За Зигомикота, полно размножавање се дешава када се хаплоидне хифе двеју јединки удруже и формирају зигоспорангијум као одговор на неповољне услове. Хаплоидна језгра унутар зигоспорангија се затим стапају у диплоидна језгра. Када се услови побољшају, зигоспорангијум клија, пролази кроз мејозу и производи спорангијум који ослобађа споре.
У маховинама, јетрењачима и хорнвортсима, неразгранати спорофит ствара један спорангијум, који може бити морфолошки прилично сложен. Већина неваскуларних биљака, као и многи ликофити и већина папрати, су хомоспорозне (производи се само једна врста спора). Неки бриофити, већина ликофита, а неки папрати су хетероспорозни (производе се две врсте спора). Ове биљке производе микроспоре и мегаспоре, које рађају гаметофите који су функционално мушки, односно женски. У неким случајевима, обе врсте спора се производе у истом спорангијуму, а могу се чак и развити заједно као део спора спора. Међутим, у већини хетероспорозних биљака постоје две врсте спорангија, назване микроспорангија и мегаспорангија . Неколико папрати ( Салвиниацеае и Марсилеацеае ) и неки ликофити (родови Селагинелла и Исоетес и изумрли лепидодендриди) су хетероспорозни са две врсте спорангија, као и све семенске биљке.
Спорангија може бити терминална (на врховима) или бочна (смештена уз бок) стабљика или повезана са лишћем. У папрати, спорангији се обично налазе на абаксијалној површини (доња страна) листа и густо су агрегирани у гроздове зване соруси. Сорус може бити покривен структуром која се назива индусијум. Неке папрати имају своје спорангије раштркане дуж смањених сегмената лишћа или дуж (или само у близини) руба листа.
Ликофити, насупрот томе, носе своје спорангије на адаксијалној површини (горња страна) лишћа или бочно на стабљикама. Листови који носе спорангије зову се спорофили . Ако је биљка хетесроспорна, листови који носе спорангије разликују се или као микроспорофили или као мегаспорофили. У семенским биљкама спорангије се обично налазе унутар стробила или цвећа.
Цикаде формирају своју микроспорангију на микроспорофилима који се агрегирају у стробиле. Мегаспорангије се формирају у јајне ћелије, које се преносе на мегаспорофиле, који се агрегирају у стробиле на одвојеним биљкама (све цикаде су дводомне). Четинари обично носе своју микроспорангију на микроспорофилима који су агрегирани у микростробили, а јајне ћелије су смештене на модификованим осовинама стабљика формирајући сложене љуспице јајолике макростробиле. Цветне биљке садрже микропрангије у прашницима прашника (обично четири микроспорангије по прашнику) и мегаспорангије унутар јајних ћелија унутар јајника. У свим семенским биљкама споре настају мејозом и развијају се у гаметофите док су још увек у спорангијуму. Микроспоре постају микрогаметофити (полен). Мегаспоре постају мегагаметофити (врећице ембриона).

### Еуспорангиа и лептоспорангиа
Категоризоване на основу развојне секвенце, еуспорангија и лептоспорангија се разликују у васкуларним биљкама.
- У лептоспорангијуму, који се налази само у папрати, развој укључује једну почетну ћелију која постаје дршка, зид и споре у спорангијуму. У лептоспорангијуму има око 64 спора.
- У еуспорангијуму, карактеристичном за све остале васкуларне биљке и неке примитивне папрати, иницијали су у слоју (тј. Више од једног). Еуспорангијум је већи (стога садржи више спора), а зид му је вишеслојан. Иако се зид може истегнути и оштетити, што резултира само једним ћелијским слојем.

### Синангиум
Грозд спорангија који су се стопили у развоју назива се синагијум . Ова структура је најистакнутија у Псилотуму и Маратиацеае као што су Кристенсениа, Данаеа и Маратиа .

## Унутрашње структуре
Колумела (мн. Колумеле) је стерилна (не размножавајућа) структура која се протеже и подржава спорангијум неких врста. Код гљивица, колумела, која може бити разграната или неразграната, може бити гљивичног порекла или порекла домаћина. Врсте Сецотиум имају једноставну, неразгранату колумелу, док је код врста Гимноглоссум колумела разграната. У неких врста Геаструм, колумела се појављује као продужетак стабљике у масу спора ( глеба).